# Сирійсько-Ліванська кампанія
Сирійсько-Ліванська операція (кодова назва — операція «Експортер») — стратегічна військова операція збройних сил Великої Британії і Вільної Франції проти Франції режиму Віші з метою захоплення французьких колоній Сирії і Лівану, під час Другої світової війни, у червні-липні 1941 року.

## Генеза
Британці були стурбовані можливістю використання Третім Райхом контрольованих французьким режимом Віші Лівану і Сирії як бази для нападу на британський Єгипет. Це дало б німцям певні пріоритети у Північно-Африканській кампанії. Крім того, Райх надавав допомогу Іраку, під час антибританського повстання, використовуючи терен Лівану і Сирії.
У травні 1941 року Вішістський французький верховний комісар в регіоні, генерал Анрі Денц, відповідно до вказівок військового міністерства, дозволив німецьким і італійським літакам дозаправку на аеродромах Сирії. Крім того, вішістська французька влада надала Райху для використання залізницю прямуючу через Сирію для транспортування палива та військової техніки до/з Мосулу на півночі Іраку.
У відповідь на це командувач британськими військами на Близькому Сході, фельдмаршал Арчибальд Вейвелл, розробив план по окупації Лівану та Сирії — операція «Експортер».

## Сили сторін

### Вішістська французька армія
На терені Лівану і Сирії, французи мали армію Леванту (Armée du Levant) під командуванням генерала Josepha de Verdilhaca. Головком ВПС генерал Jeannekyn. Командувачем військово-морськими силами був адмірал Pierre Gouton. Ліван і Сирія були розділені на регіональні підрозділи. На чолі північного підрозділу Сирії, базованого в Алеппо став полковник Rottier, Ліванський підрозділ зі штаб-квартирою у Бейруті — генерал Paul Arlabosse (два алжирські полки), і південно-сирійський підрозділ, зі штаб-квартирою у Дамаску — на чолі з генералом Delhomme (туніські і сенегальські частини, батальйон марокканців, сирійський батальйон Леванту). Резерв складав 24 колоніальний піхотний полк і Іноземний легіон.
Армія Леванту складалася з регулярних французьких колоніальних військ, так званого «Спецназу» (troupes speciales), які складались з ліванського, сирійського і африканського контингенту. У цілому близько 35-40 тисяч вояків, у тому числі близько 8 тисяч французів і близько 25 тисяч інших.
Регулярна французька армія складалася з:
- 6-го полку Іноземного легіону (чотири піхотні батальйони)
- 24-го колоніального піхотного полку (три батальйони)
- Змішаного Колоніального полку (два батальйони гарнізону, що складалися з Сенегальських вояків) — пізніше увійшов до складу 6-го полку Іноземного легіону і 24-го колоніального піхотного полку.

У склад Troupes Spéciales du Levant входило одинадцяти піхотних батальйонів, у тому числі три ліванських батальйони легкої піхоти (bataillons de chasseurs Libanais) і вісім сирійських батальйонів Леванту (bataillons de Levant). У складі також була кіннота, що нараховувала близько п'яти тисяч вояків, що мали поділ на ескадрони по 100 кавалеристів у кожному, з них три моторизованих. Спеціальні війська були під командуванням сирійських та ліванських офіцерів з невеликою кількістю французів.
Ще французи мали партизанські пустельні загони що складалися з сирійських арабів — Fawzi el Quwukji, чисельністю близько 500 осіб. що мали на меті діяти у тилу ворога.
Крім того, французи мали 120 гармат і бронетанкові частини (6-й і 7-й африканський єгерський полк — 90 танків, в основному, R35, і декілька FT-17 і така ж кількість броньованих автомобілів).
Французькі військово-повітряні сили були чисельнішими за авіацію альянсу. Під час загрози німецького вторгнення у 1940 році багато літаків вилетіли до Франції, але після її капітуляції — через зростаючу загрозу британського нападу на Ліван і Сирію — повернулися на летовища постійної дислокації. В результаті, вішістська авіація мала загалом 289 літаків, у тому числі 100 бойові (винищувачі Dewoitine D.520, Bloch MB.167F, Morane-Saulnier MS.406, бомбардувальники Martin 167F, Bloch MB.200, LeO 451, літаки-розвідники Potez 63.11, Potez 25 TOE, морської авіації Loire 130 (розвідка літаючих човнів), Latecoere 298 (торпедоносці), авіація здійснила значний опір — французький ас Pierre Le Gloan збив в ході кампанії сім британських літаків.
Вішісти мали також певну авіаційну підтримку з боку німців. Щоправда в перші дні кампанії німці вивели всі свої літаки з Сирії, але бомбардувальники типу Junkers Ju 88 з Криту і Північної Африки атакували британські морські сили узбережжя Лівану і Сирії. У їх результаті були пошкоджені 2 есмінця.

### Війська альянсу
На чолі військ альянсу стояв генерал-полковник Генрі Мейтленд Вильсон, який був головкомом військ у Палестині і Трансйорданії. Війська дислокувались на терені Палестини, яка була британською підмандатною територією а також в Іраку (Іракфорс під командуванням генерал-полковника Е.Квінана). Морські сили підпорядковувались віце-адміралові І. Л. С. Кінгові, авіація — командувачу авіації Й. О. Браувнові (Палестина і Трансйорданія) і віцемаршалу авіації Йохнові Д'Албіацові (Ірак). Загалом війська альянсу нараховували близько 35 тис. солдатів, з них близько 18 тис. австралійців, близько 9 тис. англійців, близько 2 тис. індійців і близько 5 тис. вояків Вільної Франції.
Складалися з наступних військових підрозділів:
- 7-ї австралійської піхотної дивізії (у складі двох бригади піхоти) — на чолі генерал-майор Джон Лаварак, пізніше генерал-майор Артур Аллен,
- 1-ша Дивізія Вільної Франції (дві піхотні бригади і відряджена 13-та напівбригада Іноземського Легіону) — на чолі генерал-майор Пауль Луї Ле Гентілхомме (Paul Louis Le Gentilhomme)
- 5-та Індійська бригада (5-та піхотна бригада із складу 4-ї піхотної дивізій, а також підрозділи артилерії, саперів і підтримки), командувач — бригадир Вілфрід Льюїс Ллойд,
- 10-та Індуська піхотна дивізія, командувач — генерал-майор Вільям Слім,
- 17-та Індуська піхотна бригада із складу 8-ї дивізій піхоти, командувач — бригадир Дуглас Грацей,
- Британська 4-та бригади кавалерії із складу 1-ї дивізії кавалерії, командувач — бригадир Джеймс Джозеф Кінгстон,
- Механізований полк Арабського Легіону, командувач — генерал Джон Глабб.

У резерві знаходилися британська 6 дивізія піхоти під командуванням генерал-майора Еветтса з відрядженим 11-м Чехословацьким батальйоном піхоти, а також 17-ю австралійською бригадою піхоти із складу 6-ї піхотної дивізій.
Британці мали також спецпідрозділ — 11 підрозділ командос і підрозділ, складений з євреїв, завербованих в Палестині, — Пальмах (Plugot Mahatz).
Після початку кампанії війська альянсу були підсилені механізованим і кінним полком, а також мобільним ескадроном охорони із складу Трансйорданських прикордонних сил.
ВПС альянсу складались з Королівських ВПС, Королівських австралійських ВПС і наземних протиповітряних підрозділів. Вони налічували близько 70 бойових літаків (винищувачів Hawker Hurricane, Curtiss P-40, Gloster Gladiator, бомбардувальники Bristol Blenheim IV, морської авіації Fairey Swordfish, Fairey Albacore, Fairey Fulmar). Після початку кампанії було додано британські ескадрильї бомбардувальників в Єгипті (Vickers Wellington).
Союзні війська в ході кампанії була також підтримана бойовими кораблями ВМФ і ВМС Австралії.

## План атаки
Докладний план нападу на Вішістські французькі сили в Лівані і Сирії, був розроблений генералом Х. Мейтленд Вільсон. Це забезпечило чотири напрямки:
1. З Палестини до Дамаска — наступає 5-та індійська бригада, після перетину кордону з Сирією захопити села Ель-Кунейтра і Дара, відкрити 1-му підрозділу Вільної Франції дорогу на Дамаск,
2. З Палестини на Бейруті — 7-ма австралійська піхотна дивізія мала наступати вздовж морського узбережжя Сирії і захопити Бейрут. Завданням 21 піхотної бригади було захопити Бейрута, і 25 піхотної бригади — французьку авіабазу в Рижак. Наступу мали сприяти десант командос з Кіпру в район на північ від річки Літані.
3. З Іраку на центральну і північну частини Сирії — 10-та Індійська стрілецька дивізія повинна була наступати в напрямку Дейр-ез-Зор, а потім Ар-Ракка і Алеппо, щоб порушити лінії зв'язку військ вішістської Франції, які обороняли Бейрут, і зокрема залізницю прямуючу від Алеппо до Туреччини, яка у той час була пронімецькою.
4. З Іраку на Пальміру і Триполі — Британська 4 кавалерійська бригада, 1-й батальйон полку Ессекса і механізований полк Арабського легіону посилений трьома батареями артилерії польової, протитанкової та протипіхотної. Хабфорс, повинні були вести наступ у північно-західному напрямку для захоплення Пальміри. Їх завданням було захопити нафтопровід прямуючий від Хадита (Ірак) на Триполі (ліванське узбережжя).

## Військові дії
8 червня війська альянсу почали наступ з терену Палестини на позиції вішістської Франції. При форсуванні прикордонної річки Літані, 7-ма австралійська дивізія піхоти і британські командос відчули сильний опір французької армії, яка зруйнувала єдиний міст. За підтримки британської артилерії і кораблів у морі, австралійці і британці 9 червня форсували річку на човнах, і 7-ма дивізія піхоти попрямувала узбережжям на Бейрут, проте знову зустріли запеклий опір 13 червня в Джаззин.
8 червня 5-та індійська бригада і 1-ша дивізія Вільної Франції, утворюючи спільну групу Гентерфорс, перетнули палестино-сирійський кордон у напрямку Дамаска. 12 червня ця група захопила Ель-Кунейтра і Дара, проте вже 15 червня вони зустріли запеклий опір вішістів в селі Кісве, яке того ж дня було захоплено індійськими вояками. У той же час війська Вільної Франції прямували гірською дорогою на Дамаск, де зазнали артобстрілу. У той же час прийшли погані новини з Кунейтри, де війська альянсу були атаковані великими силами вішістів з півночі., під час контратаки вішістів було захоплено англійський батальйон. Вішісти відбили село Езраа, загрожуючи перерізати лінії комунікації альянсу. Ллойд вирішив, що найкращий вихід з кризи - швидке захоплення Дамаску, тому вішістам прийшлося відтягти війська для захисту міста. У результаті, 16 і 18 червня було відновлено контроль альянсу над Езраа і Кунейтра.
Після короткого відпочинку і реорганізації Гентерфорс продовжили наступ на Дамаск, рухаючись двома провідними дорогами, прямуючими з півдня на Дамаск. 18 червня індійська бригада після запеклого опору захопила велике село Мецци. Проте постачання альянсу було перервано, коли вішісти захопили село Кадим . Вранці 20 червня Ллойд відправив французьку морську піхоту і артилерію для розблокування Гентерфорс, за добу контроль над Кадимом було відновлено. У цій ситуації вішісти здали Дамаск, дозволивши альянсу опівночі 21 червня взяти місто, розпочавши відступ на захід уздовж дороги, що веде на Бейрут.
7 австралійська дивізія отримавши підкріплення — 6 британську піхотну дивізію, продовжили наступ уздовж узбережжя на Бейрут, проте 9—22 червня застрягли біля Мардж-Уюн через запеклий опір вішістів. У результаті запеклих боїв, у ході яких була низка атак і контратак, вішістські позиції були захоплені військами альянсу 24 червня. Обидві сторони понесли важкі втрати вбитими і пораненими.
Після захоплення Дамаску військами альянсу 21 червня головнокомандувач генерал Уїльсон Маїтланд наказав розпочати вторгнення в Сирію, із Західного Іраку, що мало призвести до повного опанування Сирією. Війська альянсу Хабфорс перетнули кордон і рушили в північно-західному напрямку задля захоплення Пальміри і нафтопроводу Хадисі — Триполі. Хабфорс увійшов 3 колонами (2 захищали фланги, головна колона мала атакувати вішістський гарнізон Пальміри). На північний схід від міста було розбито загін вішістів і захоплено у полон 4 офіцери і 60 рядових. Альянс відрядив вояків Арабського легіону для захисту своїх крил і ліній комунікацій. 28 червня альянсом було захоплено без бою вішістський форт Біджар Себа, розташований на північний захід від Пальміри. Наступного дня, Арабський Легіон зайняв село Соухна, у якому не було вішістських військ. Вранці 1 липня позиції альянсу у Соухна було атаковано вішістами. На допомогу Арабському Легіону було відряджено четверта британська кавалерійська бригада, після запеклого бою було відбито атаку вішістів. 2 липня гарнізон Пальміри здався без бою. Таким чином, альянсу було відкрито шлях на захід до міста Хомс і було перерізані комунікації вішістів, стримувавших наступ австралійців на ліванському узбережжі.
Друга група військ альянсу — Іракфорс, 27 червня попрямували у напрямку Євфрату до Алеппо. Найважливішим у цьому напрямку було Дейр-ез-Зор, де було два стратегічних мости через річку Євфрат. 27 червня було захоплено без бою Абу-Камаль. 30 червня було розпочато штурм Дейр-ез-Зор. Погані дороги ускладнювали просування військ альянсу, вони також зазнали атаки ВПС вішістів. 3 липня місто було захоплено. 5 липня було захоплено без бою Ар-Ракка. З головних сил Іракфорс було відряджено 2 батальйони 20 індійської бригади піхоти зі складу 10 піхотної дивізії і два батальйони 17-ї індійської бригади піхоти зі складу 8 піхотної дивізії, що створили незалежну групу. Вони попрямували на північний схід Сирії, де вони захопили склади з великою кількістю зброї та боєприпасів. Вішісти були змушені відступити на захід по дорозі Мосул — Алеппо. 8 липня 10 індійська дивізія піхоти захопила Алеппо, через що стратегічні позиції вішістів стали вельми кепськими.
У ніч з 5 по 6 липня австралійські підрозділи форсують річку Нахр-ед-Дамур, а 6 липня захоплюють вішісьтські позиції на підступах до міста Дамур. 7 і 8 липня було оточено і захоплено власне Дамур. Вішісти відступили в напрямку Бейрута, і австралійці відразу ж почали подальше просування в цьому напрямку. Капітуляція Алеппо і Дамуру, змусило 8 липня генерала Анрі Денц, просити про припинення вогню. Проте австралійці не припинили наступ і 12 липня захопили Бейрут і 14 липня в Акко підписав капітуляцію генерал Анрі Денц.

## Епілог
Вішісти втратили загалом 6000 вояків, з них близько тисячі вбитих. Було взято в полон понад 37 тисяч солдатів, з яких тільки близько 5600 приєдналися до Вільної Франції. Решта було репатрійовано у французькі колонії в Північній Африці. Втрати альянсу: австралійці — 416 убитих і 1136 поранених, британці та індійці — близько 600 убитих і поранених, Вільної Франції — близько 300 убитих і поранених.
Контроль над територією Лівану та Сирії отримала Вільна Франція. Представник якої генерал Жорж Катру 26 листопада 1941 оголосив незалежність обох країн від імені Вільної Франції.

## Ресурси Інтернету
- Despatch on Operations in Iraq, East Syria, and Iran From 10th April, 1941 to 12th January 1942 (PDF). Supplement to the London Gazette, Number 37685. 13 серпня 1946. Архів (PDF) оригіналу за 29 червня 2013. Процитовано 26 вересня 2009.
- Claude Auchinleck's Despatch on Operations in the Middle East From 5th July, 1941 to 31st October 1941. Supplement to the London Gazette, Number 37695. 20 серпня 1946. Архів оригіналу за 29 червня 2013. Процитовано 6 листопада 2009.
- Australian War Memorial, 2005, «Syrian Campaign»
- «The Syrian Show Begins» — Time Magazine article, June 18, 1941
- «Exit With A Flourish» — Time Magazine article, July 28, 1941
- The Palmach